# Vermenton

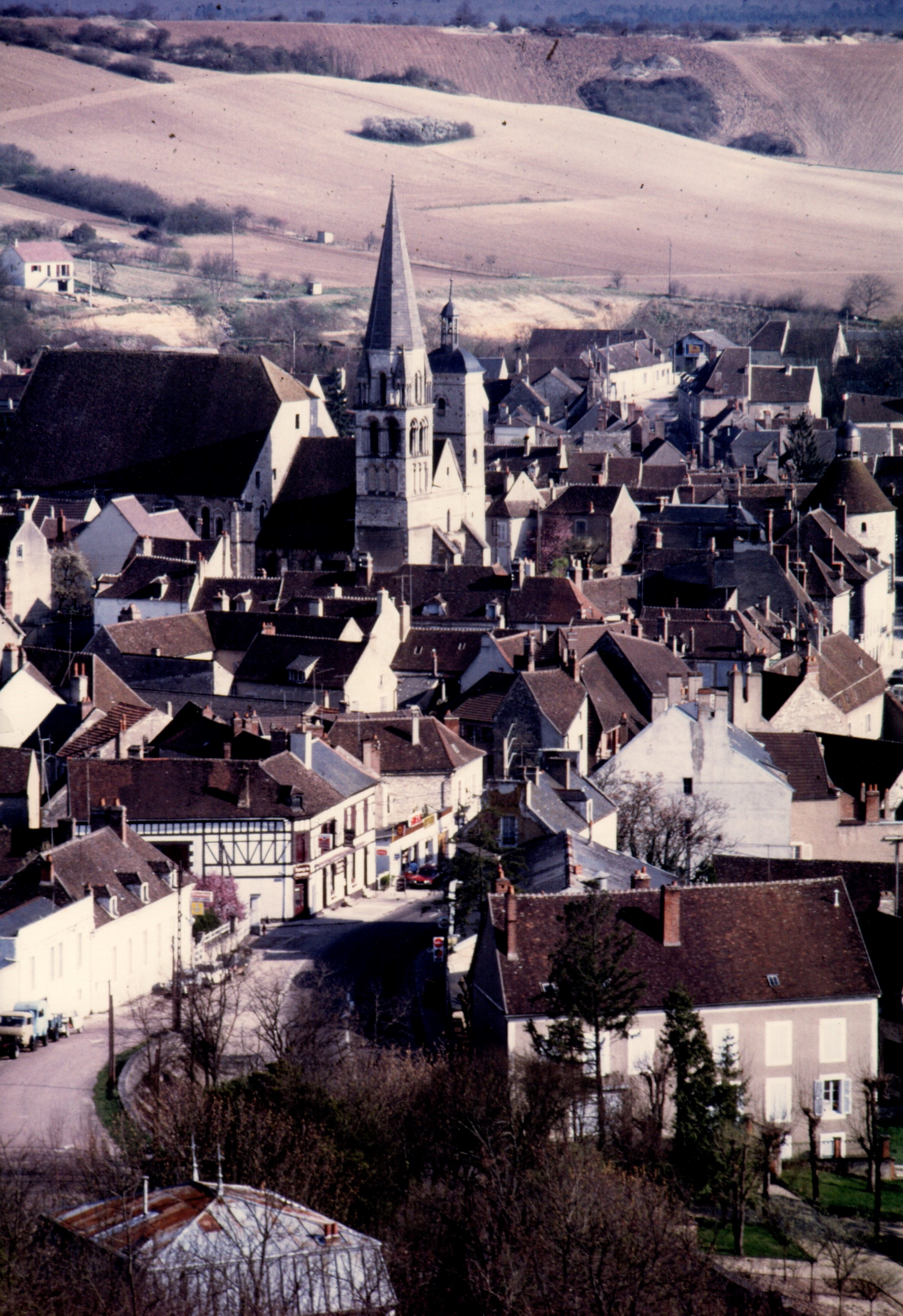
Vue avec l'église Notre-Dame de l'Assomption

Vermenton est une commune française située dans le département de l'Yonne, en région Bourgogne-Franche-Comté.
Le 1er janvier 2016, elle est créée sous le statut de commune nouvelle après la fusion de l'ancienne commune de Vermenton et de la commune déléguée de Sacy.
Ses habitants sont appelés les Vermentonnais.

## Géographie
La ville est bordée par la Cure et s'est établie sur les collines de la rive droite : d'où son appellation de « Pays des belles collines »

### Climat
Pour des articles plus généraux, voir Climat de la Bourgogne-Franche-Comté et Climat de l'Yonne.
En 2010, le climat de la commune est de type climat océanique dégradé des plaines du Centre et du Nord, selon une étude du Centre national de la recherche scientifique s'appuyant sur une série de données couvrant la période 1971-2000. En 2020, Météo-France publie une typologie des climats de la France métropolitaine dans laquelle la commune est exposée à un climat océanique altéré et est dans la région climatique  Lorraine, plateau de Langres, Morvan, caractérisée par un hiver rude (1,5 °C), des vents modérés et des brouillards fréquents en automne et hiver. 
Pour la période 1971-2000, la température annuelle moyenne est de 10,8 °C, avec une amplitude thermique annuelle de 15,8 °C. Le cumul annuel moyen de précipitations est de 782 mm, avec 11,9 jours de précipitations en janvier et 7,7 jours en juillet. Pour la période 1991-2020, la température moyenne annuelle observée sur la station météorologique de Météo-France la plus proche, « Merry-sur-Yonne », sur la commune de Merry-sur-Yonne à 13 km à vol d'oiseau, est de 11,5 °C et le cumul annuel moyen de précipitations est de 776,9 mm. 
La température maximale relevée sur cette station est de 40,7 °C, atteinte le 7 août 2003 ; la température minimale est de −22 °C, atteinte le 16 janvier 1985,,. 
Les paramètres climatiques de la commune ont été estimés pour le milieu du siècle (2041-2070) selon différents scénarios d'émission de gaz à effet de serre à partir des nouvelles projections climatiques de référence DRIAS-2020. Ils sont consultables sur un site dédié publié par Météo-France en novembre 2022.

## Urbanisme

### Typologie
Au 1er janvier 2024, Vermenton est catégorisée bourg rural, selon la nouvelle grille communale de densité à sept niveaux définie par l'Insee en 2022.
Elle est située hors unité urbaine. Par ailleurs la commune fait partie de l'aire d'attraction d'Auxerre, dont elle est une commune de la couronne,. Cette aire, qui regroupe 104 communes, est catégorisée dans les aires de 50 000 à moins de 200 000 habitants,.

## Toponymie
Le nom de la localité est attesté sous la forme Vermentonnus en 901, passé de *vern(e)ment-ó-dunum à * vermentodunum puis *vermento(d)on.
Du gaulois ver-nemento, « grand sanctuaire » et du radical indo-européen *dhun-, associant un relief et un habitat défendu « dune », à l’origine d’une racine celtique *dhuno dont le premier sens aurait été « clôture, zone enclose », d’où le gaulois  dūnum qui a pris le sens de « citadelle, enceinte fortifiée » et, par métonymie, celui de « colline, mont » puisque la plupart des citadelles étaient bâties sur des hauteurs.

## Histoire
L'histoire de la commune est celle des communes fusionnées dont elle est issue :
Le 1er janvier 2016, la commune fusionne avec Sacy pour former une commune nouvelle qui garde le nom de Vermenton.

## Politique et administration
Jusqu'aux élections municipales de 2020, le conseil municipal de la commune nouvelle est constitué de tous les conseillers municipaux issus des conseils des anciennes communes. Le maire de chacune d'entre elles devient maire délégué.

### Tendances politiques et résultats
| Nom                                  | Code Insee | Intercommunalité       | Superficie (km2) | Population (dernière pop. légale) | Densité (hab./km2) |
| ------------------------------------ | ---------- | ---------------------- | ---------------- | --------------------------------- | ------------------ |
| Vermenton (ancienne commune) (siège) | 89441      | CC entre Cure et Yonne | 25,64            | 1 172 (2013)                      | 46                 |
| Sacy                                 | 89330      | CC Entre Cure et Yonne | 27,70            | 189 (2013)                        | 6,8                |

### Liste des maires
| Période     | Période  | Identité              | Étiquette | Qualité                                     |
| ----------- | -------- | --------------------- | --------- | ------------------------------------------- |
| 23 mai 2020 | En cours | Jean-Dominique Franck | SE        | Maire de Vermenton et maire délégué de Sacy |

### Jumelages
- Vermenton est jumelée depuis 1985 avec Zerf et Greimerath, deux villages allemands de Rhénanie-Palatinat.

## Culture locale et patrimoine

### Lieux et monuments
Les lieux et monuments de la commune sont ceux des anciennes communes fusionnées dont elle est issue :
Personnalités liées à la commune
- Edme Jeaurat (1688-1738), graveur né à Vermenton.
- Étienne Jeaurat (1699-1789), frère d'Edme Jeaurat, peintre, né à Vermenton. Peintre du roi Louis XV, recteur de l'Académie Royale de peinture et de sculpture. Il habitait Vermenton pendant les beaux jours[13].
- Laurent Bertrand (1795-1861), député de l'Yonne de 1849 à 1857 né à Vermenton.
- Léon de Sanges (1819-1879), architecte, y est décédé.
- Edme-Marie Leclaire, dit Laurent Leclaire (1827-1903), sculpteur, né à Vermenton, exposa au Salon de peinture et de sculpture de Paris de 1868 à 1872 et aux Expositions universelles de 1855 et de 1900[14]. Un de ces œuvres, Au bord de la mer, est aujourd'hui conservée au Château-Musée de Nemours.
- Étienne Gilson (1884-1978), professeur au Collège de France et membre de l'Académie Française, vécut à partir de 1935 dans la maison d'Étienne Jeaurat.
- André Leroi-Gourhan (1911-1986), ethnologue, archéologue et préhistorien français, titulaire de la chaire de préhistoire, puis d'ethnologie préhistorique au Collège de France, inhumé à Vermenton[15]. Le collège de Vermenton porte le nom d'André Leroi-Gourhan.
- Arlette Leroi-Gourhan née Royer (1913-2005), paléontologue pionnière de la paléopalynologie, inhumée à Vermenton.
- Robert Cornevin (1919-1988), dont la famille est originaire de Sacy, administrateur colonial, historien spécialiste de l'Afrique, secrétaire perpétuel de l'Académie des Sciences d'Outremer[16]. Robert Cornevin est inhumé à Sacy. L'école primaire de Vermenton porte les noms de Maurice et Robert Cornevin.
- Raphaël Giarrusso (1925-1986), peintre, sculpteur et céramiste canadien. En 1964, après avoir exercé pendant dix ans le métier de décorateur aux Poteries d'Accolay, Raphaël Giarrusso installe son atelier de céramique au 9 rue Guilbert Latour à Vermenton.

## Pour approfondir